# Luís Greco
Luís Filipe Maksoud Greco (* 27. März 1978 in Rio de Janeiro) ist ein brasilianisch-deutscher Rechtswissenschaftler.

## Werdegang
Greco besuchte die Deutsche Schule Rio de Janeiro und legte dort 1996 das Abitur ab. Sein anschließendes Studium der Rechtswissenschaft an der Universidade Federal do Rio de Janeiro schloss er im Jahr 2000 ab; im folgenden Jahr übernahm er vertretungsweise eine Dozentur an der dortigen Fakultät. Zum Magisterstudium des deutschen Rechts zog Greco anschließend nach München, das er 2003 unter der Betreuung von Claus Roxin mit einem Master of Laws (LL.M.) abschloss. Neben der folgenden Promotion bei Roxin arbeitete Greco seit 2004 als wissenschaftlicher Mitarbeiter am Lehrstuhl für Strafrecht, Strafprozessrecht, Rechtsphilosophie und Rechtssoziologie bei Bernd Schünemann. Im Juli 2008 wurde er mit der Arbeit „Lebendiges und Totes in Feuerbachs Straftheorie“, die unter anderem mit dem Max-Weber-Preis 2011 ausgezeichnet wurde, promoviert. An der LMU München setzte er anschließend seine wissenschaftliche Tätigkeit Akademischer Rat auf Zeit fort, das Habilitationsverfahren unter Betreuung von Schünemann wurde im Februar 2014 mit der Monografie „Strafprozesstheorie und materielle Rechtskraft. Grundlagen und Dogmatik des Tatbegriffs, des Strafklageverbrauchs und der Wiederaufnahme im Strafverfahrensrecht“ abgeschlossen.
Seit 2008 absolvierte Greco zudem ein Studium der Rechtswissenschaft an der LMU München, das er im Sommer 2015 mit der Ersten juristischen Prüfung und der Gesamtnote „gut“ beendete. Nach seiner Berufung und Ernennung zum Professor im Frühjahr 2015 übernahm Greco den strafrechtlichen Lehrstuhl an der Universität Augsburg, den er bereits seit dem Sommersemester 2014 vertreten hatte. Seit Oktober 2017 ist er Inhaber des Lehrstuhls für Strafrecht, Strafprozessrecht, ausländisches Strafrecht und Strafrechtstheorie an der Humboldt-Universität zu Berlin. 2021 erhielt er den Preis der Berlin Brandenburgischen Akademie der Wissenschaften. Er ist seit 2023 Ehrenmitglied der Japanischen Strafrechtsgesellschaft und seit 2024 doctor honoris causa an der Universidade Federal da Bahia, Brasilien.
Greco war ständiger Mitarbeiter der Goltdammer’s Archiv für Strafrecht (GA) und ist (seit 2014) Mitherausgeber der Zeitschrift für die gesamte Strafrechtswissenschaft (ZStW). Er ist Mitautor der Systematischen Kommentare zum Strafgesetzbuch (StGB) sowie zur Strafprozessordnung (StPO), zudem Mitautor und (seit der 14. Aufl.) Mitherausgeber des Leipziger Kommentars zum Strafgesetzbuch. Im März 2020 erschien das von  Claus Roxin begründete Lehrbuch „Allgemeiner Teil des Strafrechts“, einem juristischen Standardwerk, erstmals unter der Mitautorschaft Grecos.

## Veröffentlichungen (Auswahl)
- Lebendiges und Totes in Feuerbachs Straftheorie. Ein Beitrag zur gegenwärtigen strafrechtlichen Grundlagendiskussion. Duncker & Humblot, Berlin 2009, ISBN 978-3-428-13008-5 (zugleich Diss. jur. München 2008).